# Data (Star Trek)

Data és un personatge fictici de la franquícia Star Trek. Apareix a la sèrie de televisió Star Trek: La nova generació (TNG), la primera i tercera temporada de Star Trek: Picard, i la cinquena temporada de Star Trek: Lower Decks; i els llargmetratges Star Trek: Generations (1994), First Contact (1996), Insurrection (1998) i Nemesis (2002). Data està interpretat per l'actor Brent Spiner.
Data és un androide masculí autoconscient, sapient, conscient i plenament funcional anatòmicament que serveix com a  segon oficial i cap d'operacions a bord de la nau estel·lar de la Federació Unida de Planetes USS Enterprise-D i més tard de l'USS Enterprise-E.
Data és, en molts sentits, un successor de l'Spock original de Star Trek, ja que el personatge té habilitats mentals superiors i ofereix una perspectiva "d'outsider" respecte la humanitat.

## Desenvolupament
Gene Roddenberry va dir a Brent Spiner que al llarg de la sèrie, Data s'aniria convertint "cada cop més en humà fins al final de la sèrie, quan hi seria molt a prop, però encara no del tot. Aquesta era la idea i així ho van prendre els guionistes". Spiner considerava que Data exhibia les característiques chaplinesques d'un pallasso trist i tràgic. Per interpretar el seu paper de Data, Spiner va utilitzar el personatge de Robby el Robot de la pel·lícula Forbidden Planet com a model a seguir. Abans que Spiner fos escollit, Eric Menyuk, Mark Lindsay Chapman, Kevin Peter Hall i Kelvin Han Yee van ser considerats per al paper.
Comentant sobre l'aspecte perpetu d'albinisme de Data, va dir: "Vaig passar més hores del dia "amb maquillatge que sense maquillatge", tant és així que fins i tot ho va anomenar una manera de actuació del mètode. Spiner també va interpretar el manipulador i malèvol germà de Data Lore (un paper que va trobar molt més fàcil d'interpretar, perquè el personatge era "més semblant a mi"), i el creador de Data, el Dr. Noonien Soong. A més, va interpretar un altre androide tipus Soong, B-4, a la pel·lícula Star Trek: Nemesis, i també Arik Soong, un dels avantpassats de Soong en tres episodis de Star Trek: Enterprise. Spiner va dir que la seva escena preferida de Data té lloc a "Atac", quan Data juga a pòquer a la holocubierta amb una recreació del famós físic Stephen Hawking, interpretat pel mateix Hawking.
Spiner va repetir el seu paper de Data al final de la sèrie Star Trek: Enterprise "These Are the Voyages..." en un paper parlat fora de pantalla. Spiner sentia que visiblement havia superat el paper i que Data es presentava millor com una figura jove. Spiner va tornar al paper el 2020 a Star Trek: Picard, ja que el convenceren per l'arribada d'eines de desenvelliment digital. També va acceptar perquè la reacció negativa dels fans a la mort de Data a Nemesis el va agafar per sorpresa, i l'escena a Picard li va donar una nova oportunitat per a un comiat adequat al personatge. Inicialment va afirmar que la primera temporada de Picard del 2020 seria la seva última vegada interpretant Data, però Spiner va tornar al paper per a la tercera i última temporada de la sèrie del 2023, interpretant uns Data, Lore i B-4 envellits.

## Representació

### Biografia
Data va ser trobat per la Flota Estel·lar l'any 2338. Va ser l'únic supervivent a Omicron Theta entre les runes d'una colònia que va quedar després d'un atac de l'Entitat Cristal·lina. És una forma de vida sintètica amb intel·ligència artificial, dissenyada i construïda pel Doctor Noonien Soong a la seva semblança (també retratada per Spiner).
El seu cervell positrònic li permet unes capacitats computacionals impressionants. Va experimentar dificultats contínues durant els primers anys de la seva vida per comprendre diversos aspectes del comportament humà i va ser incapaç de sentir emoció ni entendre certes idiosincràsies humanes, cosa que el va inspirar a lluitar per la seva pròpia humanitat. Aquest objectiu finalment va conduir a l'addició d'un "xip emocional", creat per Soong, a la xarxa positrònica de Data. Tot i que l'esforç de Data per augmentar la seva humanitat i el desig d'experiència emocional humana és un punt important de la trama (i una font d'humor) al llarg de la sèrie, mostra constantment un sentit matisat de saviesa, sensibilitat i curiositat, guanyant-se el respecte dels seus companys i col·legues.
El diàleg a "Datalore" estableix part de la història de Data. Es diu que va ser desactivat el 2336 a Omicron Theta abans d'un atac de l'Entitat Cristal·lina, una criatura espacial que converteix les formes de vida en energia per al sosteniment. Va ser trobat i reactivat pel personal de la Flota Estel·lar dos anys després. Data va anar a l'Acadèmia de la Flota Estel·lar del 2341 al 2345 (es descriu a si mateix com a "Classe del 78" del comandant William Riker a l'estrena de la sèrie "Trobada a Farpoint" — amb "honor en mecànica de probabilitats i exobiologia", tot i que canònicament només es pot referir a la data estel·lar) i després va servir a la Flota Estel·lar a bord de l'USS Trieste. Va ser assignat a l'«Enterprise» sota el capità Jean-Luc Picard el 2364. A "Datalore", Data descobreix el seu germà amoral, Lore, i s'assabenta que el Dr. Noonien Soong va crear Data després de Lore. Lore falla en un intent de trair l'"Enterprise" a l'Entitat Cristal·lina, i Wesley Crusher teleporta el germà de Data a l'espai al final de l'episodi. Lore va afirmar que Data era "menys perfecte", cosa que era mentida, com Soong va confirmar més tard a Data a "Germans"; l'única diferència real entre tots dos "era una mica de programació" (la xarxa positrònica de Lore diferia de la de Data: tenia un discriminador de fase de tipus "L" en comparació amb el tipus "R" de Data; vegeu l'episodi "La sageta del temps").

### Sèries i pel·lícules de televisió

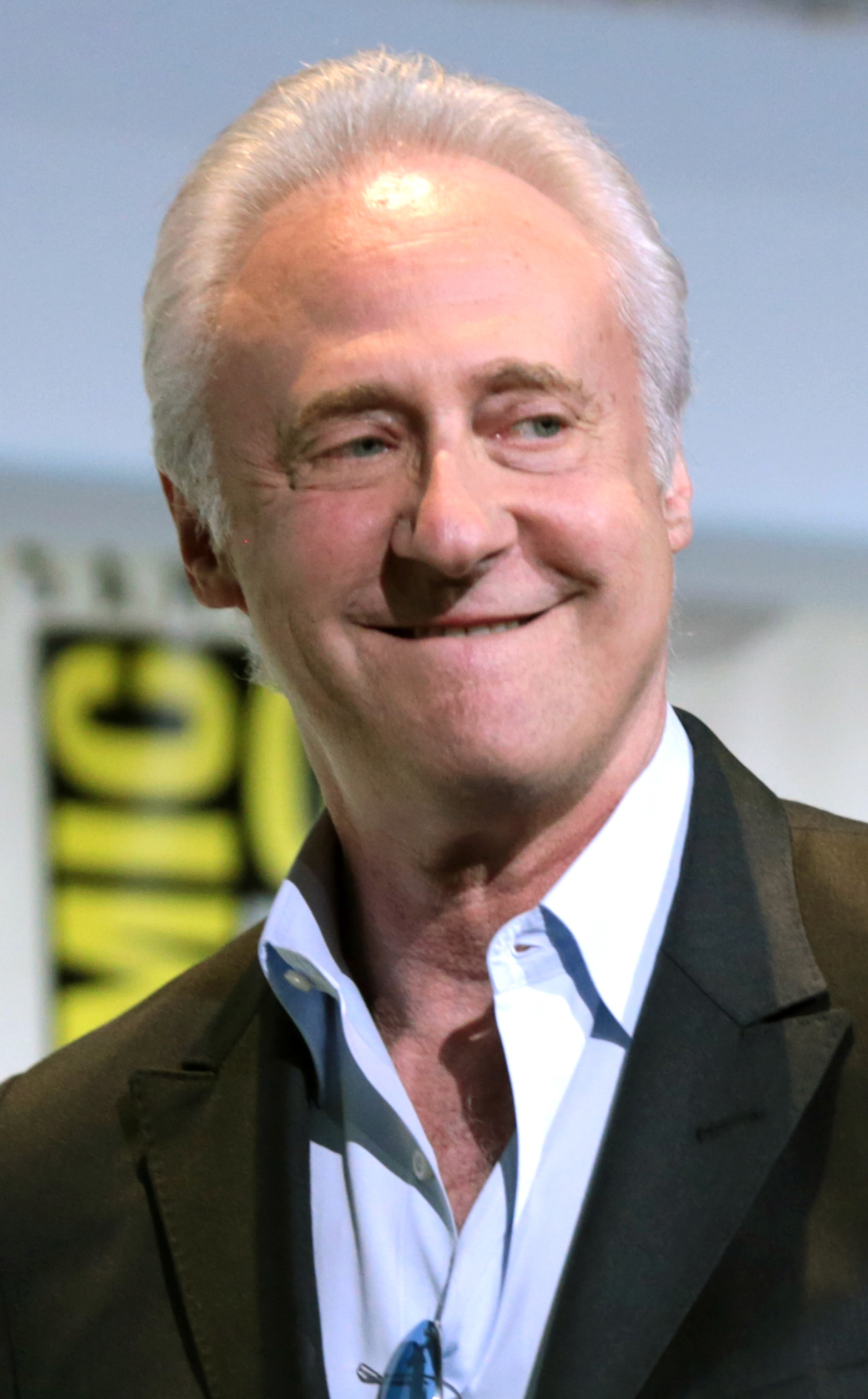
L'actor Brent Spiner va interpretar Data a Star Trek: La nova generació.

Va ser a l'episodi "The Augments" de la preqüela de Star Trek que l'origen de Data es pot rastrejar fins a una teoria científica creada per l'enginyer genètic Arik Soong, avantpassat del "pare/creador" de Data, Noonien Soong, que va assenyalar que la seva teoria trigaria generacions més enllà de la seva vida a desenvolupar-se en un model pràctic i funcional. Arik Soong va crear la teoria mentre complia cadena perpètua per recrear el programa "Augments" descontinuat que originalment va iniciar la Guerra d'Eugenèsia de finals del segle XX. Això enllaça la història de Data amb la de Khan Noonien Singh de la Star Trek original.
A "La mesura humana", un jutge de la Flota Estel·lar dictamina que Data no és propietat de la Flota Estel·lar.
La família de Data s'amplia a "Descendència", que presenta Lal, una ginoide basada en la interfície neuronal de Data i a qui Data es refereix com la seva filla. Lal "mor" poc després de l'activació. A "Germans", Data es retroba amb el Dr. Soong. Allà es retroba amb Lore, que roba el xip emocional que Soong volia que Data rebés. Lore llavors fereix fatalment Soong. A "Atac", Lore torna, utilitzant el xip emocional per controlar Data i fer que ajudi amb l'intent de Lore de fer que els Borg siguin formes de vida completament artificials. Data finalment desactiva Lore i es recupera, però no instal·la el xip emocional danyat. A "Herència", l'exdona de Soong, Juliana, es retroba amb Data, tot i que la tripulació descobreix que era un duplicat ginoide construït per Soong després de la mort de la veritable Julianna, programada per morir després d'una llarga vida i per creure que és la veritable Julianna sense saber que és un androide. Davant de la decisió, Data decideix no revelar-li-ho i li permet continuar la seva vida normal.
A "Totes les coses bones...", el final de la sèrie de dues hores de La nova generació, el capità Picard viatja entre tres períodes de temps diferents. El Picard de 25 anys en el futur va amb Geordi La Forge a demanar consell a l'actual professor Data, un físic llumanera que ocupa la Càtedra Lucasiana a la Universitat de Cambridge.
A la pel·lícula Star Trek: Generations, Data finalment instal·la el xip d'emocions que va recuperar de Lore i experimenta tota la gamma d'emocions. Tanmateix, aquestes emocions van resultar difícils de controlar i Data va lluitar per dominar-les. A Star Trek: First Contact, Data ha aconseguit obtenir el control complet del xip, cosa que inclou desactivar-lo per mantenir l'eficiència del seu rendiment. A la pel·lícula Star Trek: Nemesis, Data teletransporta Picard des d'una nau enemiga abans de destruir-la, sacrificant-se i salvant el capità i la tripulació de lEnterprise. Tanmateix, Data havia copiat els seus records centrals a B-4, el seu germà perdut que apareix a la pel·lícula. Això es va fer amb l'ajuda reticent de La Forge, que va expressar la seva preocupació sobre com això podria fer que B-4 no fos més que un duplicat exacte de Data.
A la primera temporada de Star Trek: Picard, Data apareix als somnis de Picard, jugant a pòquer amb ell a Ten-Forward, i més tard pintant al mig de les vinyes de Chateau Picard. Es revela que Dahj i Soji Asha són les filles de Data, creades mitjançant la clonació neuronal fractal, un procediment desenvolupat pel Dr. Bruce Maddox. Aquestes neurones aparentment van ser rescatades de B-4, que havia estat desmantellat i emmagatzemat després que es descobrís que la seva xarxa positrònica era massa primitiva per integrar els records de Data. Tanmateix, es revela que la consciència de Data encara existeix dins d'una simulació quàntica creada per Maddox i basada en records recuperats de les neurones que Maddox va rescatar de B-4, l'equip que sosté la xarxa ara en possessió d'Altan Soong, el fill biològic de Noonien Soong. Després de la mort de Picard, Altan Soong transfereix la consciència de Picard a un gòlem destinat a la seva pròpia consciència i Picard es reuneix amb Data dins de la simulació. Data demana que Picard posi fi a la seva consciència, cosa que li permetria a Data l'experiència de morir, creient que només podria "viure" realment si tingués una vida finita. Un cop Picard desperta, compleix el desig de Data i la consciència de Data envelleix ràpidament fins a la mort, Picard fa un breu elogi mentre observa que el que feia que Data fos extraordinari era la seva capacitat de veure els pitjors trets de la humanitat i encara aspirar a les millors parts de la condició humana.
A la tercera temporada de "Star Trek: Picard", es revela que Data ha estat reviscut per Altan dins d'un nou cos sintètic, havent-se fusionat parcialment amb Lore, B-4 i els records del mateix Altan Soong. Riker creu que, si bé els records de Data havien estat irrecuperables anteriorment, l'aixecament de la prohibició dels sintètics havia permès a Soong treballar-hi més i extreure'ls correctament de B-4. El nou androide va ser requisat per l'Institut Daystrom, el centre de recerca avançat més important de la Flota Estel·lar. Riker, Worf i Raffi Musiker roben l'androide i el porten a bord de l'USS Titan, on es retroba amb Picard. L'entitat androide conté informació valuosa sobre els projectes de recerca de Daystrom, i la personalitat de Data revela que els antagonistes de la temporada han robat el cos orgànic mort original de Picard. Tanmateix, La Forge triga diverses hores a redissenyar l'androide per permetre que la personalitat de Data el domini realment, amb la personalitat de Lore dominant mentrestant. La personalitat de Data sembla incapaç de dominar Lore, que s'ha apoderat dels sistemes del Titan, però en adonar-se que Lore envejava la compassió i l'empatia que Data va desenvolupar a partir dels seus records, Data finalment els lliura a Lore. Lore inicialment els considera com els seus trofeus de batalla; el consumeixen, reintegrant Lore i reconstituint Data, permetent-li apoderar-se completament del nou cos i reprogramar els sistemes del Titan contra els canviants. La personalitat de Data s'enriqueix així de nou i assoleix el seu estat més humà, amb Data afirmant que ell és Data, però també Lore, B-4, Lal i tot el que Soong havia programat a l'androide.
Als episodis finals de la sèrie, es revela que els canviants treballen amb els Borg que prenen el control de la Flota Estel·lar. Data juga un paper fonamental en la derrota final dels Borg, pilotant l'USS Enterprise-D reconstruït fins al cor d'un cub Borg sobre Júpiter per intuïció, una gesta que La Forge havia cregut impossible fins i tot per a un ordinador o el millor pilot. Després, Data intenta adaptar-se a tenir un cos orgànic artificial i tot el que l'acompanya, i es veu per última vegada jugant a pòquer amb els seus companys de tripulació Enterprise al bar Ten Forward de Los Angeles.
A "Fully Dilated" de la temporada 5 de "Star Trek: Lower Decks", una versió d'un univers alternatiu de Data queda atrapada a l'univers principal. Aquesta versió de Data, que és de color porpra, encara està activa el 2382 en lloc d'haver estat destruïda anys abans i serveix a l'"Enterprise"-D, que igualment encara està intacta. Es mostra que el Data alternatiu comparteix molts dels trets de la seva contrapart principal i fins i tot algunes de les seves experiències, com ara una estreta amistat amb Geordi La Forge i queda atrapat al San Francisco del segle XIX. Després que l'"Enterprise" creui breument a l'univers principal a través d'una misteriosa esquerda interdimensional "mentre lluita contra uns clons malvats de Tasha Yar, o alguna cosa així", Data es queda enrere i la seva llançadora s'estavella a Dilmer III, un planeta preindustrial que experimenta dilatació del temps. El cap de Data, l'única part del seu cos que sobreviu, és recuperat pels tinents de la Flota Estel·lar Beckett Mariner, D'Vana Tendi i T'Lyn, però un contratemps amb el transportador els deixa atrapats al planeta durant un any de temps relatiu. Durant aquest període, Tendi troba una manera d'alimentar el cap de Data i reactivar-lo, i li proporciona consells i ajuda amb la seva ciència. Data finalment és teletransportat a l'USS Cerritos, on recomana tant Tendi com T'Lyn per al lloc vacant d'oficial científic sènior. La tripulació carrega el cap de Data en una carcassa de torpedes i el dispara a través de l'esquerda perquè lEnterprise el recuperi a l'altre costat.

### Spot
Spot és el gat mascota de Data i un personatge recurrent a la sèrie. Spot apareix en diversos episodis durant les últimes quatre temporades de TNG, així com als llargmetratges Star Trek: Generations i Star Trek: Nemesis. Apareix per primera vegada a l'episodi "Undia d'en Data". Originalment, Spot apareix com un gat somali mascle, però més tard apareix com una gata tigrada taronja, finalment donant a llum gatets (TNG: "Gènesi"). A Star Trek: Picard, els seus records de Spot són els últims que Data "rendeix" a Lore.

## Cultura popular
Com Spock, Data es va convertir en un símbol sexual i el correu de fans de Spiner provenia principalment de dones. Va descriure les cartes com a "correu romàntic" que "realment s'havia escrit a Data; és una personalitat realment accessible".
Els enginyers robòtics consideren Data (juntament amb els droides de les pel·lícules Star Wars) com la cara preeminent dels robots en la percepció pública del seu camp. El 9 d'abril de 2008, Data va ser inclòs al Saló de la Fama dels Robots de la Universitat Carnegie Mellon durant una cerimònia al Centre de Ciències Carnegie de Pittsburgh, Pennsilvània.
El mateix Spiner va publicar un àlbum d'antics estàndards del pop dels anys 30 i 40 titulat Ol' Yellow Eyes Is Back, una referència a les lents de contacte que portava com a Data, així com un joc de paraules amb el nom de l'àlbum de Frank Sinatra, Ol' Blue Eyes Is Back.